# ピアノソナタ第50番 (ハイドン)

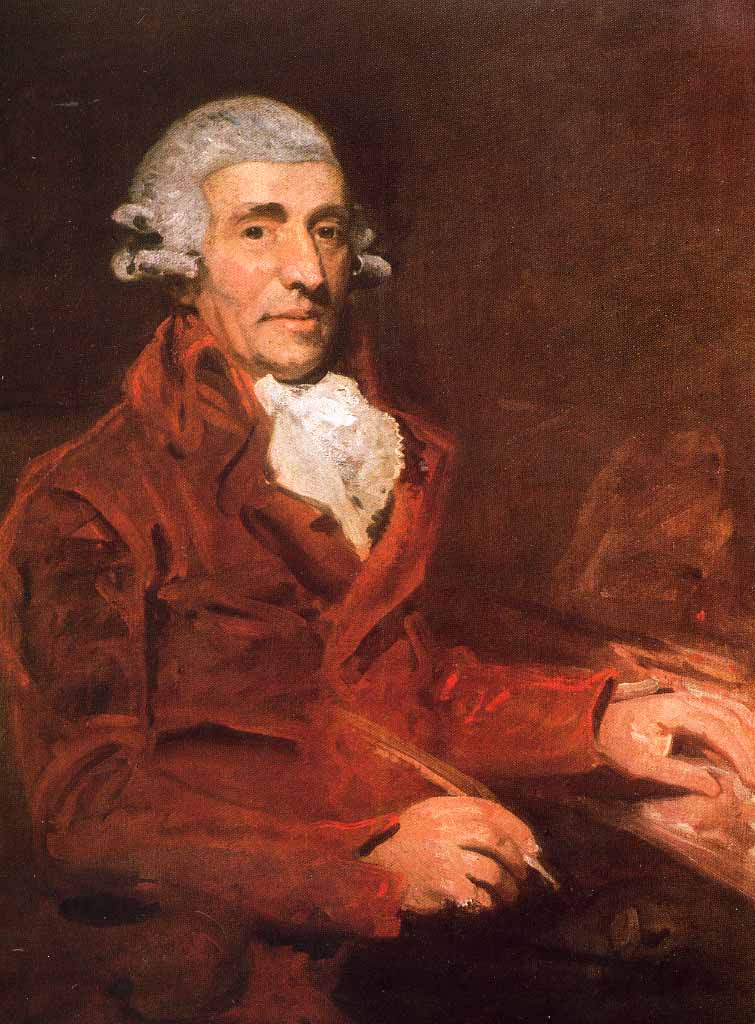
ハイドン（1791年、ジョン・ホプナー画）

ピアノソナタ第50番 ハ長調 作品79, Hob. XVI:50 は、フランツ・ヨーゼフ・ハイドンが1794年から1795年頃に作曲したピアノソナタ。ランドン版では第60番となっている。

## 概要
本作品はイギリス・ソナタ（本作、第51番、第52番）の1曲目であり、出版年は1801年である。ただし、第2楽章だけは単独の作品としては1794年に出版されている。イギリス・ソナタは、1794年から1795年のロンドン旅行の時に書かれたという定説になっているが、本当にこの時期に書かれたのかをはっきり証明できる資料が無く、またどの順に書かれたかも分からない。自筆譜は残っておらず、出版譜にはテレーゼ・ジャンセン・バルトロッツィへの献辞が書かれており、バルトロッツィ夫人に献呈されたとされている。作曲当時は楽団が解散され、ハイドンは年金生活を送り、自由に創作活動をしていた時期である。
ベートーヴェンを思わせるような第1楽章の規模が特徴的である。

## 曲の構成
全3楽章、演奏時間は約19分。第1楽章の長さの割に第3楽章が短いところが特徴的である。
- 第1楽章 アレグロ
ハ長調、4分の4拍子、ソナタ形式。

軽快な右手のメロディで始まり、左手はしばらく主音を鳴らしている。この主題が楽章を通して使用されている。ト長調の第2主題では左手に主題が移り、右手に音階が現れる。この後は長い展開部に続く。
この楽章は、ハイドンによる「オープン・ペダル」（ダンパーペダルを踏んだままにする）の指示で知られている[1]。展開部と再現部でそれぞれ数小節にわたって英語で「open Pedal」と書かれた箇所があるが、ハイドンがペダルの使用を指定するのは非常に珍しい。ロビンズ・ランドンはこれをソフトペダルのことと考えたが、そうではなくダンパーペダルを意味し、当時のイギリスの作曲家であるドゥセックやクレメンティにも見られる技法である。2箇所とも第1主題が出現する場所で、チャールズ・ローゼンによると提示部のスタッカートと対比させる効果を狙ってダンパーを踏みっぱなしにするのだと考えられている[3]。

- 第2楽章 アダージョ
ヘ長調、4分の3拍子、三部形式。

楽章全体を通して装飾的な音が使われている[1]。中間部はハ短調で始まる。

- 第3楽章 アレグロ・モルト
ハ長調、4分の3拍子、三部形式。

スケルツォ風[2]の楽章であり、第1楽章と同じハ長調。冒頭の主題は様々な形に展開されている[1]。